# 富川站 (中国)
富川站，位于中华人民共和国广西壮族自治区贺州市富川瑶族自治县，是洛湛铁路上的火车站，由南宁铁路局管辖。

## 歷史
开通于2012年12月21日。

## 外部連結
- 中国铁路客户服务中心（页面存档备份，存于）